# Ringkors

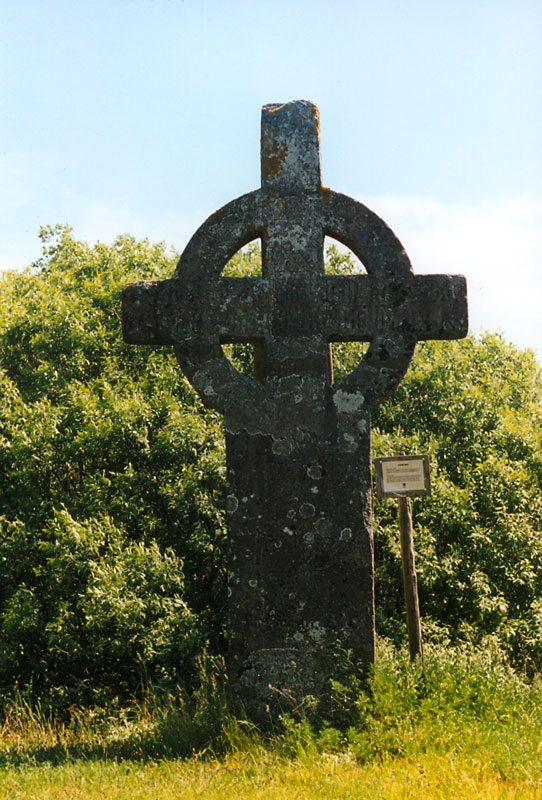
Ringkors, Burs socken Gotland

Ringkors är ett latinskt eller grekiskt kors med en ring mellan korsarmarna, vilken inte helt omsluter dessa. Ringkors förekommer bland annat som krucifix, till exempel det stora krucifixet i Öja kyrka på Gotland, och som gravstenar. På Gotland förekommer också ringkors uppsatta på platser där våldsamma händelser sägs ha inträffat. Ett ringkors står uppställt vid den så kallade Korsbetningen vid massgravarna efter slaget 1361, då kung Valdemar Atterdag av Danmark invaderade Gotland.
En variant utgörs av kyrkornas invigningskors. Ringkorsets tidigaste ursprung är solsymbolens hjul och kristusmonogrammet.

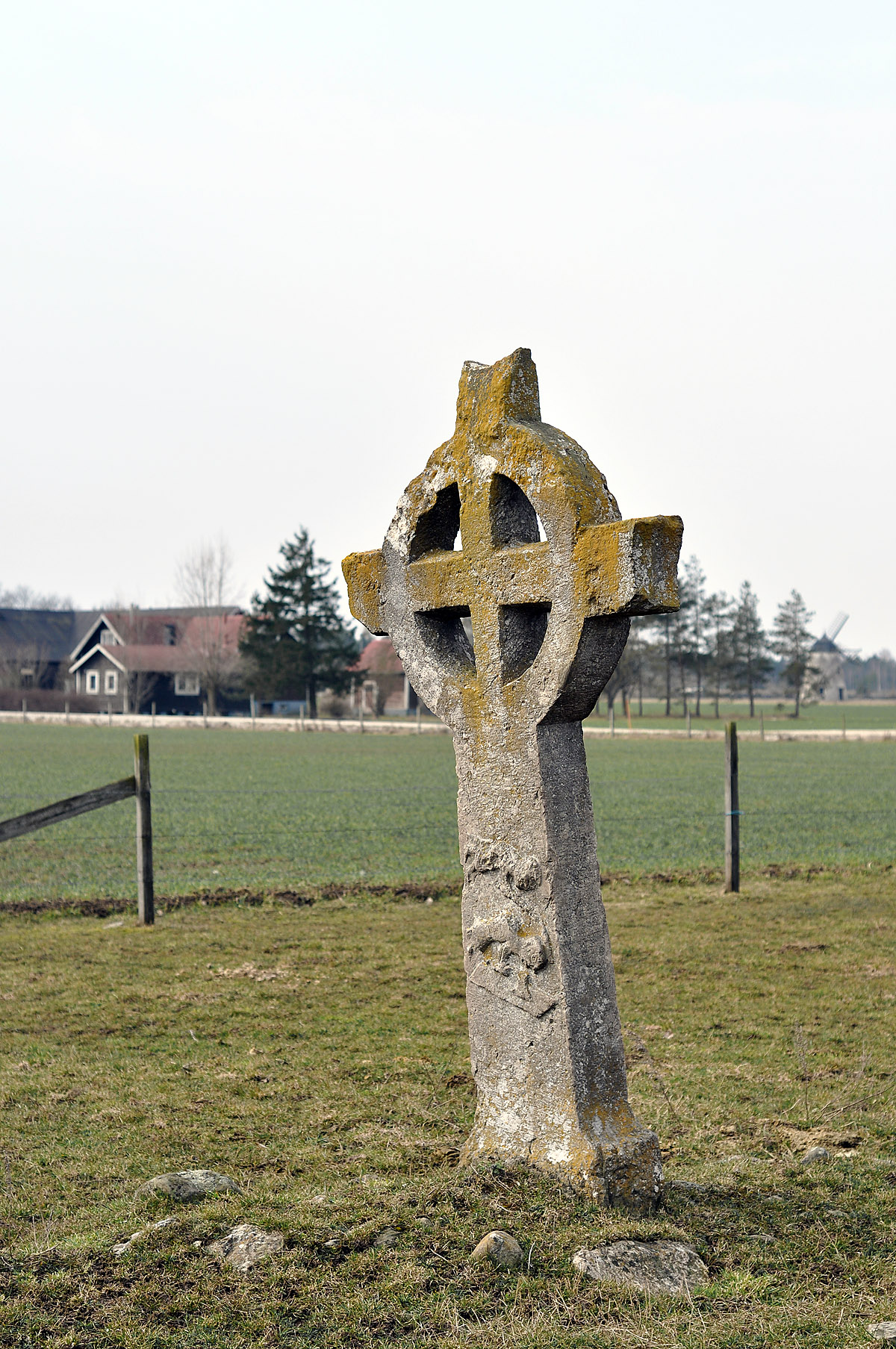
Ringkors, Guldrupe socken, Götland, raä 14.
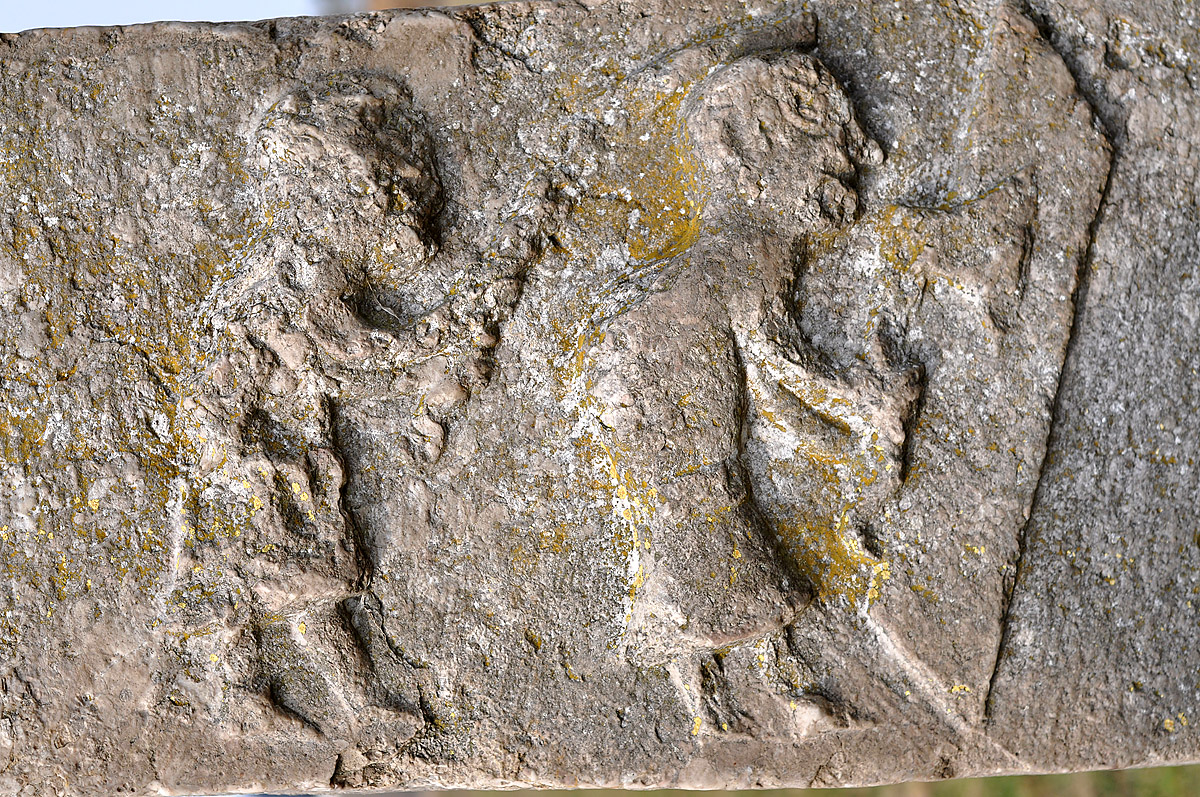
Ringkors, detalj. Guldrupe socken, Gotland raä 14.